# Handley Page HP.42 / 45
Los Handley Page HP.42 y HP.45 fueron transportes biplano tetramotores diseñados y fabricados por la compañía aeronáutica británica Handley Page Ltd., con sede en Radlett. Tuvieron la distinción de ser los aviones de pasajeros más grandes en uso regular en el mundo, tras la introducción del tipo en 1931.
Los HP.42/45 fueron diseñados en respuesta a una especificación emitida durante 1928 por la aerolínea británica Imperial Airways; los dos modelos compartían similitudes considerables, el HP.42 estaba optimizado hacia un mayor alcance, a expensas de la carga útil; mientras que el HP.45 tenía estas prioridades invertidas, lo que le permitía transportar más pasajeros sobre distancias más cortas. Imperial Airways aprobó las propuestas de Handley Page y encargó cuatro aviones de cada variante para servir como los nuevos buques insignia de larga distancia de su flota.
El 14 de noviembre de 1930, el prototipo G-AAGX, bautizado Hannibal, realizó su primer vuelo. Tras su introducción en Imperial Airways, los aviones formaron la columna vertebral de su flota terrestre durante la mayor parte de la década de 1930 y, junto con los numerosos hidrocanoas de la compañía, han sido considerados iconos de su época. Se construyeron un total de ocho aviones, cuatro de cada tipo; todos fueron bautizados con nombres que comienzan con la letra "H". Tres de los supervivientes entraron al servicio de la Real Fuerza Aérea (RAF) al estallar la Segunda Guerra Mundial. A finales de 1940, todos los aviones habían sido destruidos como resultado de varios accidentes.

## Desarrollo
Los trabajos sobre lo que se convertiría en el HP.42 se iniciaron en respuesta a una especificación publicada por la aerolínea británica Imperial Airways en 1928, que buscaba un gran avión para operar en sus principales rutas, incluidas las de larga distancia, a varias partes del mundo. El fabricante de aviones británico Handley Page, que ya se había ganado una reputación al desarrollar y construir aviones de tamaño superior al promedio, vio la oportunidad como lo suficientemente atractiva y, por lo tanto, se embarcó en producir sus propios diseños para cumplirla.
La oficina de diseño de Handley Page finalmente presentó dos aviones en gran medida similares, designados HP.42 y HP.45 respectivamente, para cumplir con diferentes requisitos: el HP.42 estaba destinado a servir las rutas orientales de largo alcance de Imperial Airways, mientras que el HP.45 había sido configurado para servir sus rutas más cortas en Europa. Imperial Airways, después de haber quedado adecuadamente impresionada por las presentaciones del Handley Page, decidió ordenar cuatro de cada variante para su flota de pasajeros. En el servicio de Imperial Airways, el HP.42 era comúnmente conocido como HP.42E (Eastern, Este, para rutas "orientales": India y Sudáfrica), mientras que el HP.45 era el HP.42W (Western, Oeste, es decir, rutas europeas). Las designaciones HP.42 y HP.45 fueron designaciones internas de Handley Page; por lo tanto, el identificador HP.45 no fue usado comúnmente durante la vida de vuelo de las aeronaves.

## Diseño
El Handley Page HP.42 era un gran sesquiplano de envergadura desigual, un avión relativamente poco ortodoxo, incluso más allá de su tamaño, que había incorporado numerosas características originales en todo su diseño. Como se observó en una evaluación oficial del Comité Asesor Nacional para la Aeronáutica (NACA), entre los elementos poco comunes incluidos se encontraba un fuselaje que se extendía más hacia adelante más allá de sus alas que en la mayoría de los aviones contemporáneos. Utilizó un enfoque totalmente metálico en su construcción, a excepción de algunas áreas como los revestimientos de tela presentes en las alas, superficies de cola y fuselaje trasero. El fuselaje constaba de dos secciones, la sección delantera, monocasco de metal, y la parte trasera, formada por tubos de acero soldados; su construcción se consideró como aparentemente bastante fuerte, pero también relativamente costosa.
Las alas estaban arriostradas por grandes montantes Warren; se instalaron slats automáticos Handley-Page en el ala superior, cuyas superficies de apoyo auxiliares se beneficiaban de un nuevo enfoque de construcción que involucraba largueros únicos y tablas de sección en Z, ambos de duraluminio. Los alerones de tipo ranura también estaban presentes, cada uno instalado con cuatro bisagras y soportado por cuatro soportes de sección en caja; estos alerones estaban equilibrados estática y aerodinámicamente, lo que los hacía relativamente ligeros de controlar; todo ello debido a que la demanda clave de Imperial Airways era que sus aviones pudieran aterrizar de manera segura a baja velocidad, sobre césped o aeródromos sin pavimentar, a diferencia de la superficie de pista normal presente en casi todos los aeropuertos. Por dentro de los motores inferiores, las alas inferiores se inclinan hacia arriba para pasar por encima del fuselaje en lugar de atravesarlo, evitando así que los largueros obstruyan el espacio potencial de la cabina. Tanto los elevadores como los alerones se controlan mediante un tubo en Y de gran diámetro; los controles centrales eran dobles. La unidad de cola  era biplano y estaba provista de tres derivas con sendos timones de dirección.
El HP.42E estaba propulsado por cuatro motores Bristol Jupiter XIF, cada uno capaz de producir hasta 370 kW (500 hp), mientras que la variante HP.42W (HP.45) utilizaba los Jupiter XFBM sobrealimentados, que podían generar un máximo de 430 kW (580 hp). Ambos modelos tenían instalados sus motores en las mismas posiciones: dos motores en el ala superior y uno a cada lado del fuselaje en el ala inferior; si bien esta disposición era poco común, no era una innovación original, ya que se había utilizado previamente en aviones producidos por Blériot (Blériot 155). Los motores superiores se instalaron lo más cerca posible según el diámetro de sus hélices, y estaban montados sobre placas rígidas de duraluminio que estaban unidas al larguero trasero del ala a través de tubos de acero soldados; el combustible se alojaba dentro del ala superior y alimentaba por gravedad a los cuatro motores. Los controles del acelerador para el motor incluían un mecanismo de 'movimiento perdido', que utilizaba los primeros grados de movimiento desde la posición inactiva para encender el combustible.
El compartimento de la tripulación, que se encontraba en la parte delantera de la aeronave, estaba completamente cerrado, una característica relativamente nueva y poco común; contaba con dos cabinas de pasajeros separadas, una posicionada hacia la proa y la otra hacia atrás de las alas. El HP.42E acomodaba seis (más tarde doce) pasajeros en el compartimento delantero y doce en la popa; también había asignado un espacio considerable para almacenar equipaje. La variante mejorada HP.42W albergaba 18 pasajeros delante y 20 a popa, aunque a costa de una capacidad de equipaje reducida con respecto al modelo anterior. Las cabinas presentaban un alto grado de lujo, habiendo sido diseñadas intencionadamente para asemejarse a los vagones de ferrocarril Pullman del Orient Express; características destinadas a aumentar el confort de los pasajeros fueron un alto nivel de amplitud, ventanas relativamente anchas y servicios completos a bordo. Inicialmente, los aviones no contaban con cinturones de seguridad en ninguno de los asientos, hasta que un accidente aéreo no relacionado motivó a Imperial Airways a instalarlos. El pasaje podía acceder al avión sin usar escalones o escaleras, debido a la baja posición de las puertas y del fuselaje en general.

## Historia operacional
El 14 de noviembre de 1930, el vuelo inaugural del tipo fue realizado por un HP.42E, matrícula G-AAGX, bautizado más tarde Hannibal, volado por el Líder de Escuadrón Thomas H. England. Durante mayo de 1931, el avión recibió su certificado de aeronavegabilidad, lo que permitió el establecimiento de servicios comerciales. El 11 de junio de ese año se realizó el primer vuelo con pasajeros de pago a París. Debido al alto coste de los viajes aéreos en ese momento, los pasajeros típicos eran generalmente miembros de la alta sociedad, aristócratas, celebridades y figuras del mundo de los negocios de alto nivel; por lo que la flota de HP.42 fue vista como el buque insignia de Imperial Airways y, en consecuencia, se proporcionaba un esmerado servicio a bordo, en unos interiores elaboradamente decorados. El tipo adquirió una favorable reputación entre sus usuarios, particularmente por su fiabilidad. La flota acumularía un kilometraje combinado superior a 10 millones de millas durante los nueve años vida útil con Imperial Airways. En 1933, ante el aumento de la demanda, junto con la reducción de su capacidad debido a varios accidentes, Imperial Airways intentó comprar dos HP.42 más, que estarían propulsados con motores Armstrong Siddeley Tiger, pero no pudo acordar un precio (Handley Page solicitó 42 000 £ por cada uno, en comparación con el precio promedio de 21 000 £ en 1931), por lo que, en cambio, ordenaron dos Short Scylla, versiones terrestres del hidroavión Short Kent, que podrían ponerse en servicio rápidamente.

### Flota de Handley Page HP.42 de Imperial Airways en 1931-1939
| Tipo           | Matrícula | Nombre   |
| -------------- | --------- | -------- |
| HP.42W (HP.42) | G-AAGX    | Hannibal |
| HP.42W (HP.42) | G-AAUC    | Horsa    |
| HP.42W (HP.42) | G-AAUD    | Hanno    |
| HP.42W (HP.42) | G-AAUE    | Hadrian  |
| HP.42E (HP.45) | G-AAXC    | Heracles |
| HP.42E (HP.45) | G-AAXD    | Horatius |
| HP.42E (HP.45) | G-AAXE    | Hengist  |
| HP.42E (HP.45) | G-AAXF    | Helena   |

## Especificaciones (HP.42W (HP.45)
Referencia datos: Enciclopedia Ilustrada de la Aviación, Vol.8 pág 2073-74, Edit. Delta, Barcelona 1982 ISBN 84-85822-73-O

### Características generales
- Tripulación: Cuatro
- Capacidad: 38 pasajeros
- Longitud: 28,1 m (92,2 ft)
- Envergadura: 39,6 m (130 ft)
- Altura: 8,2 m (27 ft)
- Superficie alar: 277,7 m² (2989 ft²)
- Peso vacío: 8000 kg (17 632 lb)
- Peso máximo al despegue: 12 700 kg (27 990,8 lb)
- Planta motriz: 4× motor radial de nueve cilindros refrigerado por aire Bristol Jupiter XBMF.
  - Potencia: 430 kW (593 HP; 585 CV) cada uno.

### Rendimiento
- Velocidad nunca excedida (Vne): 200 km/h (124 MPH; 108 kt)
- Velocidad máxima operativa (Vno): 170 km/h (106 MPH; 92 kt)
- Velocidad crucero (Vc): 150 km/h (93 MPH; 81 kt)
- Alcance: 800 km (432 nmi; 497 mi)
- Carga alar: 45,7 kg/m² (9,4 lb/ft²)

## Aeronaves relacionadas

### Desarrollos relacionados
- Handley Page Type W

### Aeronaves similares
- Blériot 155
- Armstrong Whitworth Argosy
- de Havilland DH.34
- de Havilland DH.66 Hercules
- Handley Page Tipo W
- Short Scylla
- Vickers Vulcan

### Secuencias de designación
- Secuencia HP._ (interna de Handley Page): ← HP.39 - HP.40 - HP.41 - HP.42 - HP.43 - HP.44 - HP.45 - HP.46 - HP.47 - HP.48 →